# Musée Alfred-Canel
 (juillet 2018).
Pour les articles homonymes, voir Alfred Canel et Canel.
Le musée Alfred-Canel est un musée d'art, d'histoire et d'archéologie situé à Pont-Audemer dans l'Eure.

## Histoire
Alfred Canel (1803-1879), avocat de formation, érudit local et homme politique, écrivain et humaniste, est à l'initiative de la création de la bibliothèque municipale de Pont-Audemer en 1836, et commence à constituer, à la fin de sa vie, des collections muséales (1876). Il lègue par testament ses biens à la collectivité. Dans sa maison familiale ont été ainsi installés, en 1884, la nouvelle bibliothèque publique municipale et le musée de type musée cantonal.
Le musée Canel est rénové dans les années 2000, ses portes sont ouvertes depuis 2004, avec comme nouveauté l'ajout, à la partie dite « ancienne » de la maison d'Alfred Canel de la partie moderne permettant la présentation d'expositions les plus diverses.

## Description

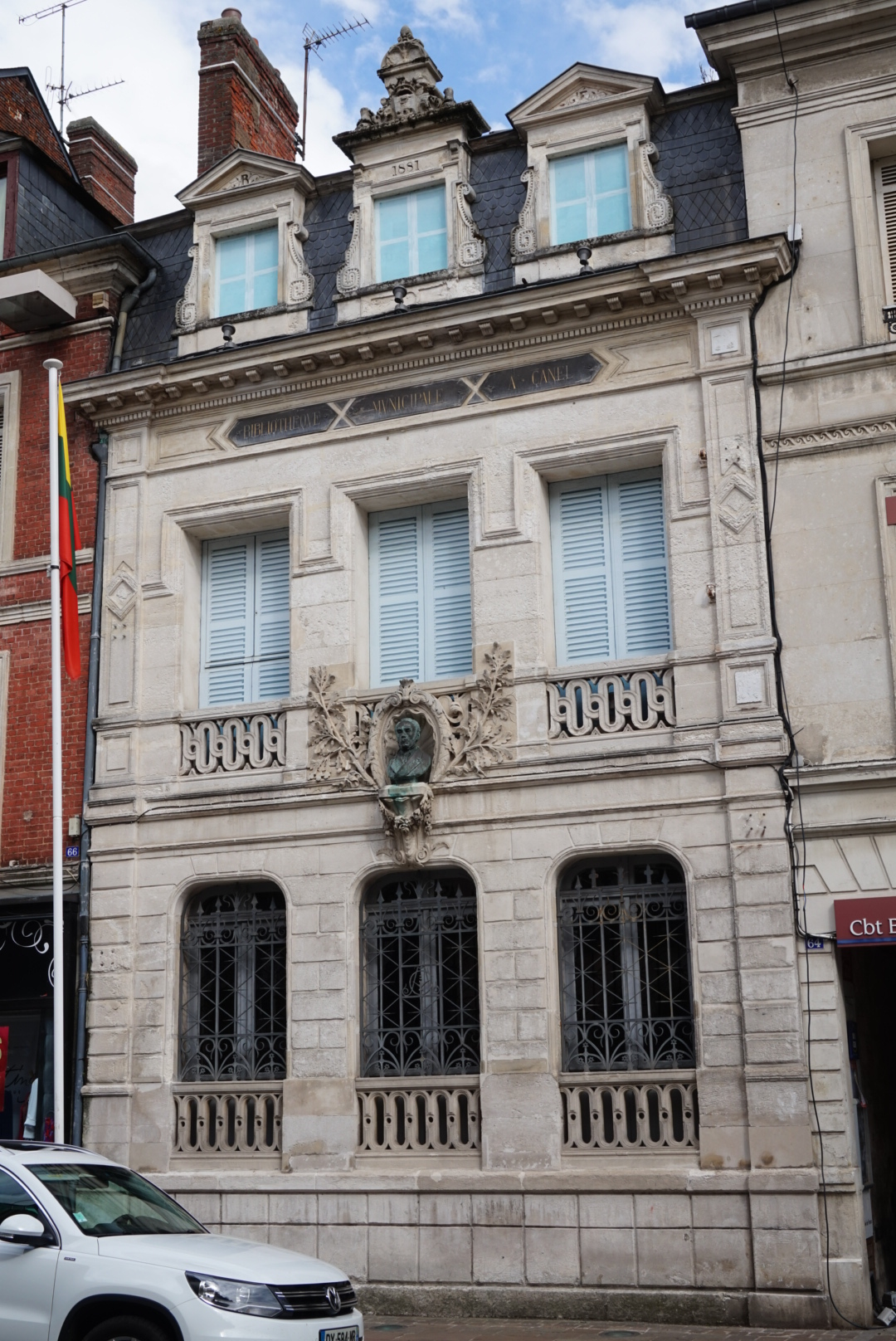
Façade rue de la République.

La maison d’Alfred Canel abrite deux entités fonctionnant en symbiose : le musée (collections permanentes) et l’espace contemporain (expositions temporaires).

### Le musée

#### La Galerie des Arts et des Sciences
Située au premier étage de la maison d’Alfred Canel, la Galerie des Arts et des Sciences, aménagée au XIXe siècle, exhibe des collections de Beaux-Arts, d’archéologie locale, de sciences naturelles et d’industrie. Elle présente pour l’essentiel des peintures de paysagistes normands (Pecrus, Victor Binet et son frère Adolphe Binet, Auguste Bougourd et sa fille Cécile Bougourd…), d'artistes normands (Eugène Capelle, Marie Duret, Voisard-Margerie…) et d’artistes appartenant à l’école de Rouen (Pinchon, Albert Lebourg, René Sautin, Marcel Delaunay, Henry Dannet (qui fut conservateur du musée), René et Henri de Saint-Delis…). On y trouve également un tableau de 1920 d'Émile Artus Boeswillwald (1873-1935), Travesti, fille de l'artiste déguisée en garçon du XVIIIe siècle…
S’ajoutent à ces peintures quelques sculptures telles que les bustes de Louis XV et de Marie Leszczynska, de Guillaume Cousin. La galerie est enrichie par des collections archéologiques (outils du Paléolithique et du Néolithique, trésor monétaire du XIIIe siècle, poterie et monnaie gallo-romaine), de sciences naturelles (coléoptères, herbiers, fossiles…) et industrielles (outils, projets industriels…).

#### Les bibliothèques
La Grande bibliothèque, préservée dans son caractère du XIXe siècle, présente un fonds ancien constitué d’environ 15 000 livres couvrant la période du XVe au XIXe siècle. Sont conservés, entre autres, une édition de l’Encyclopédie de Diderot et d’Alembert, La Description de l'Égypte commandée par Napoléon Ier, ou encore le manuel d’arithmétique de Monseigneur le Duc de Berry, petit-fils de Louis XIV.
Le fonds normand conserve deux ensembles regroupés dans la même salle.

#### Le cabinet de travail d’Alfred Canel

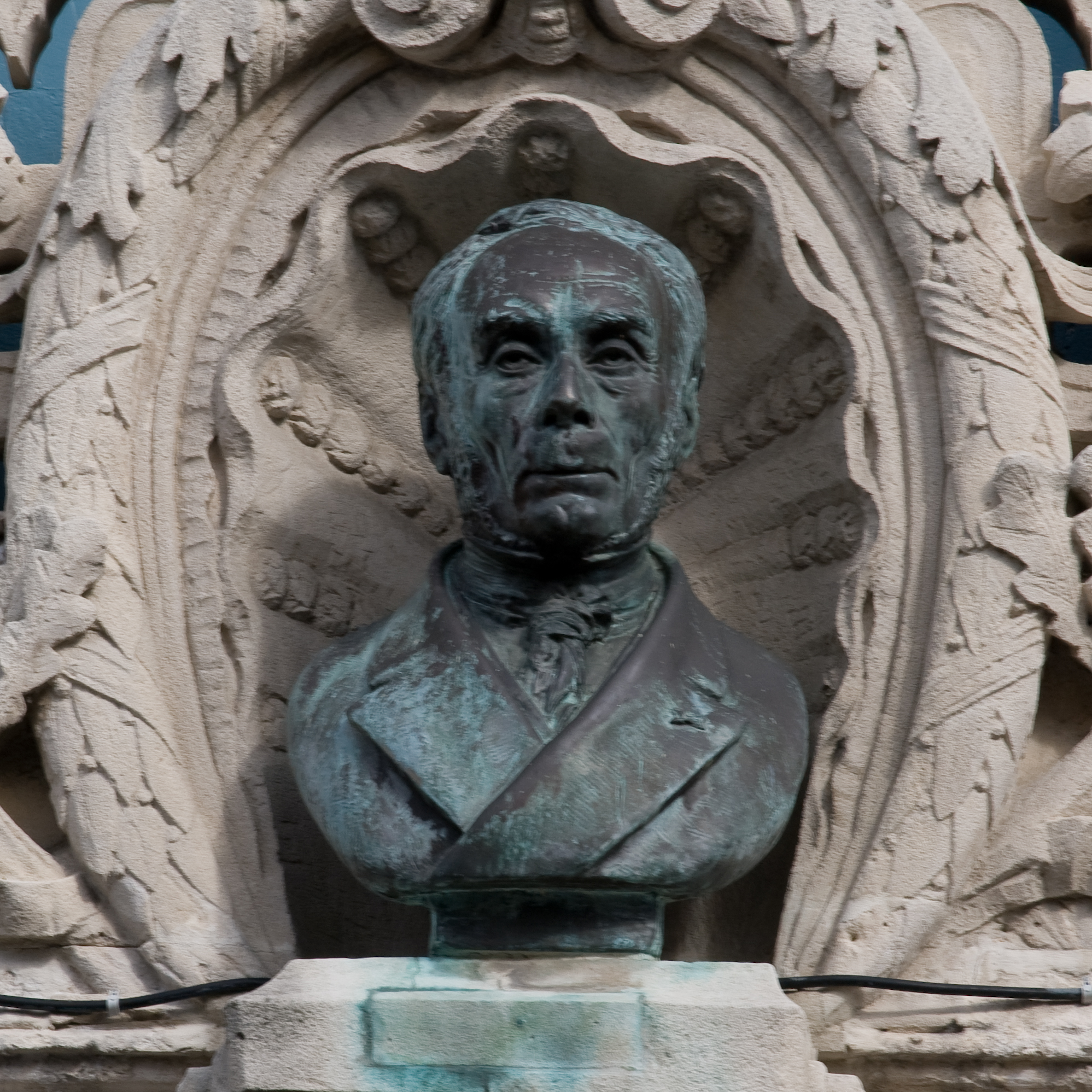
Buste en bronze d'Alfred Canel, détail de la façade du bâtiment (2009)

Pièce maîtresse de la maison de l’écrivain, le cabinet de travail d’Alfred Canel montre son bureau à gradins qui laisse entrevoir l’importante correspondance de l’homme politique mais aussi celle de l’homme de lettres, comme l'atteste une missive de Gustave Flaubert.

### L'espace contemporain
Au dernier étage du musée, de vastes salles contemporaines accueillent les expositions temporaires. La programmation présente en alternance des expositions d’œuvres d’art contemporain et des collections à caractère patrimonial et historique.

## Collections

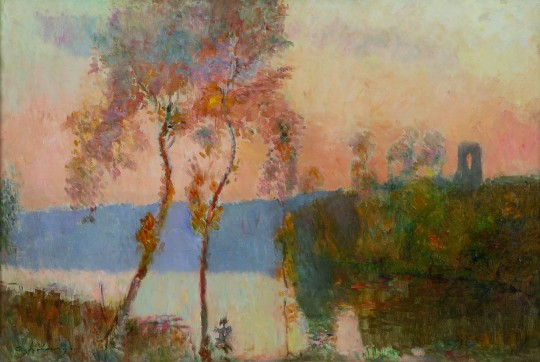
Albert Lebourg, Chalou-Moulineux (1910).

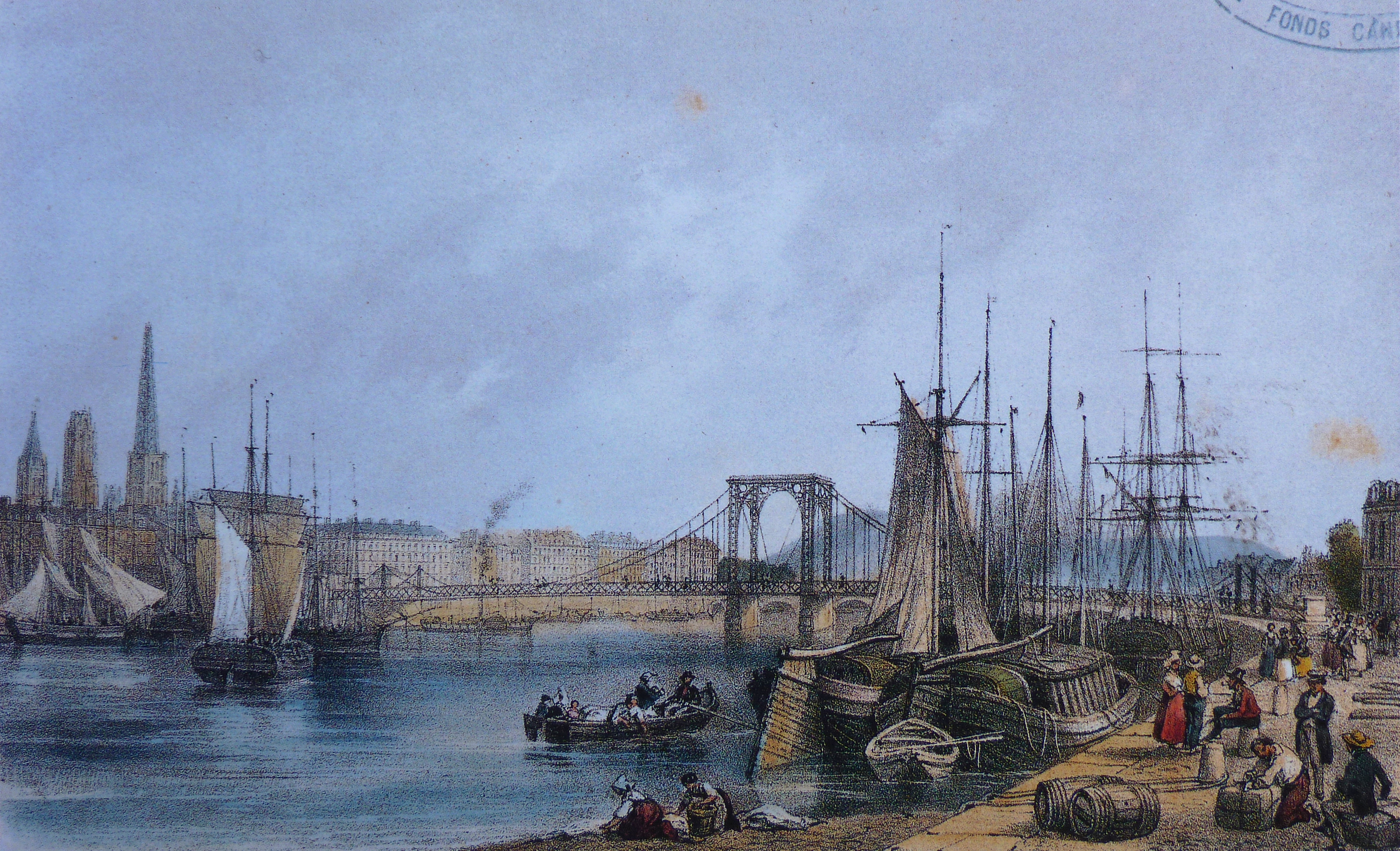
Isidore Laurent Deroy, Le Pont suspendu de Rouen (v. 1865).

- Le Pont-des-Arts, Victor Binet, 1890-91,
- Les chargeurs de sable, quai d’Austerlitz, Adolphe Binet, 1884,
- Travesti, fille de l'artiste déguisée en garçon du XVIIIe siècle, Émile Artus Boeswillwald, 1920,
- Vallée de Pont-Audemer en 1870, Auguste Bougourd, 1870,
- Lavatères, Cécile Bougourd, 1884,
- Buste de Marie Leczinska[2], Guillaume Cousin, 1745
- Buste de Louis XV[3], Guillaume Cousin,
- Projet pour une fontaine monumentale[4], Guillaume Cousin,
- Roses, Marie Duret, pastel sur papier, 1re moitié du XXe siècle,
- Notre-Dame de Paris, Vue du quai de la Tournelle, Albert Lebourg, 1910
- Bergère menant ses moutons paître, Jules Louis Rame, 1882,
- Vaches à l'abreuvoir, Raimond Lecourt, 1912,
- La Seine aux Andelys, René Sautin, 1928,
- Château-Gaillard vue de Petit Andely, René Sautin, 1928,
- Décors architecturaux, Léon Ginain.

Les œuvres affectées au musée figurent pour partie à l'inventaire de la Base Joconde.

## Labels détenus par le musée Alfred-Canel
- Musée de France
- Maison d'écrivain [6]